# Powellichthys
Powellichthys is een monotypisch geslacht van straalvinnige vissen uit de familie van valse murenen (Chlopsidae).

## Soort
- Powellichthys ventriosus Smith, 1966